# محمد بن یوسف هروی

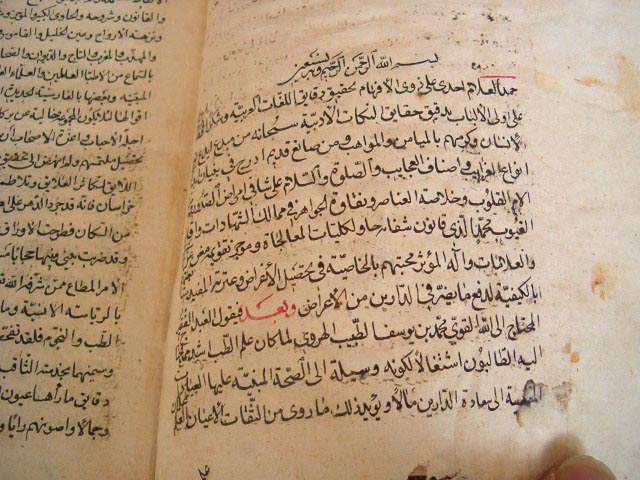
نسخهٔ دست‌نویس کتاب محمد بن یوسف هروی

محمد بن یوسف هروی پزشک مشهور ایرانی از شهر هرات بود که در قرن پانزده میلادی می‌زیست. وی هم عصر صفویان بوده‌است.
در سال ۱۵۱۸ میلادی وی کتاب پزشکی خود را به زبان عربی نگاشت. این کتاب یک دانشنامه و واژه نامهٔ پزشکی بود. این کتاب جنبه‌های آناتومی و آسیب‌شناسی بیماری‌ها را پوشش می‌داد. همچنین شامل فهرست داروها و نام پزشکان برجسته بود. فهرست‌های این کتاب بر اساس حروف الفبا طبقه‌بندی شده بودند. نام کتاب وی جواهراللغه و بحر الجواهر بوده‌است. این کتاب از ۳ بخش تشکیل شده‌است. در بخش نخست نام اعضای بدن به ترتیب حروف الفبا آورده شده است. در بخش دوم فهرست داروها ساده و مرکب به ترتیب الفبا و در انتها در بخش سوم نام بیماری‌ها به ترتیب از بیماری‌های سر تا انگشت پا به طور کامل و مفصل شرح داده شده است. نسخه ای از این کتاب در لندن وجود دارد که نویسندهٔ آن ادعا کرده تصحیح آن را در سال ۱۴۲۹ میلادی انجام داده است.
وی نگارندهٔ کتاب دیگری به نام عین الحیات است که موضوع آن دربارهٔ سالخوردگی می‌باشد. وی این کتاب را در سال ۱۵۳۲ و در هرات نوشته‌است. ۴ نسخهٔ خطی قدیمی از این کتاب در دنیا وجود دارد. حکیم سید ظل الرحمن این کتاب را در سال ۲۰۰۷ ترجمه کرد. شهرت این کتاب به این دلیل است که نویسنده در ۵۰۰ سال پیش دربارهٔ جنبه‌های مهم در سالخوردگی مانند تغذیه، محیط زیست و خانه نشینی نوشته‌است. وی همچنین دربارهٔ تأثیرات داروها در پیری هم نوشته‌است.